# Correio Feminino
Correio Feminino é uma microssérie em oito episódios exibida em 2013 como um quadro do programa Fantástico. Adaptada por Maria Camargo a partir de almanaques femininos escritos por Clarice Lispector nas décadas de 1950 e 1960 sob o pseudônimo de Helen Palmer, a série teve criação e direção de Luiz Fernando Carvalho.

## Elenco
| Atriz                  | Personagem               |
| ---------------------- | ------------------------ |
| Maria Fernanda Cândido | Helen Palmer (Narradora) |
| Alessandra Maestrini   | A Mulher Amada           |
| Luiza Brunet           | A Mulher Madura          |
| Cintia Dicker          | A Adolescente            |

## Detalhes da produção
A linguagem visual e narrativa foi baseada na arte pop e no design dos anos de 1960, desde o figurino até a iluminação e cenário. Toda filmada em uma única caixa de luz, que mudava de cor de acordo com os temas abordados. Teve figurino de Thanara Schönardie e Luciana Buarque, fotografia de Mikeas e edição de Marcio Hashimoto. A atriz Maria Fernanda Cândido interpretou Helen Palmer narrando todos os episódios. No elenco, Luiza Brunet interpreta a mulher madura, e Alessandra Maestrini, a mulher jovem. A adolescente é Cintia Dicker, modelo internacional e lançamento da minissérie como atriz. Para a crítica Patricia Kogut, a série é "inspirada, agradável, de bom gosto e despretensiosa como os textos de Clarice como Helen Palmer".